# ژوائو مندس دی آسیس موریرا
ژوائو مندس دی آسیس موریرا (زاده ۲۵ فوریه ۲۰۰۵) بازیکن فوتبال برزیلی است که در پست مهاجم میانی برای بارسلونا اتلتیک بازی می‌کند.

## اوایل زندگی
ژوائو مندس در ریو دو ژانیرو در خانواده رونالدینیو متولد شد. عموی او آسیس، فوتبالیست سابق برزیل است، در حالی که پسر عمویش و پسر آسیس نیز حرفه‌ای را در فوتبال دنبال می‌کردند.